# .NET Messenger Service
.NET Messenger Service é um serviço de mensagens instantâneas criado pela Microsoft. Utiliza o sistema de autenticação Windows Live ID (antigo Microsoft Passport), que permite que qualquer endereço de e-mail registrado como um Live ID se autentique e comunique com outros usuários registrados na rede .NET.
Este serviço pode ainda ser integrado ao Sistema operativo (operacional) Microsoft Windows XP, conectando o usuário na rede automaticamente assim que faz logon no Windows.
É possível conectar-se à rede a partir de qualquer computador que possua uma conexão com a Internet e um navegador web. Apesar da Microsoft ter suporte à isto apenas em seu sistema Windows, seu uso não é obrigatório para esta conexão. Também existem equivalentes não-oficiais desse serviço, no entanto a versão oficial funciona apenas com o navegador da própria Microsoft, o Internet Explorer.
O LAN Manager, e portanto o Windows NT, inclui um serviço de notificação de sistema, chamado "Serviço Mensageiro" que é por vezes utilizado por pessoas mal-intencionadas para a prática de Spam, pois ele exibe uma pequena mensagem pop-up na tela dos usuários de uma rede. Este serviço, mesmo tendo um nome similar, não tem nenhuma relação com o .NET Messenger Service ou com o cliente de mensagens instantâneas Windows Messenger.
Apesar de seu nome, o .NET Messenger Service não tem nenhuma relação com a plataforma de desenvolvimento Microsoft .NET. Nem os clientes oficiais, nem o protocolo em si são ligados à plataforma .NET.

## Clientes
Clientes de mensagens instantâneas que suportam o .NET Messenger Service:

### Microsoft
- Windows Live Messenger
- Windows Messenger
- Microsoft Messenger para Mac
- MSN Web Messenger

### Terceiros
- Adium (Mac OS X, GPL)
- aMSN (Multi-plataforma, GPL)
- BitlBee (Windows e Unix, GPL)
- emesene (Multi-plataforma, GPL)
- Meetro (Multi-plataforma, Proprietário)
- eMSN (telefones com J2ME, Proprietário)
- Fire (Mac OS X, GPL)
- KMess (Linux KDE, GPL)
- Kopete (Linux KDE, GPL)
- Miranda IM (Windows e Unix, GPL)
- Mercury Messenger (Multi-plataforma, Proprietário)
- Pidgin (antigo gaim, Multi-plataforma, GPL)
- Psi (Multi-plataforma, GPL)
- SIM-IM (Multi-plataforma, GPL)
- Trillian (Windows, Proprietário)
- Wambo (Windows)